# Breviario di Aberdeen

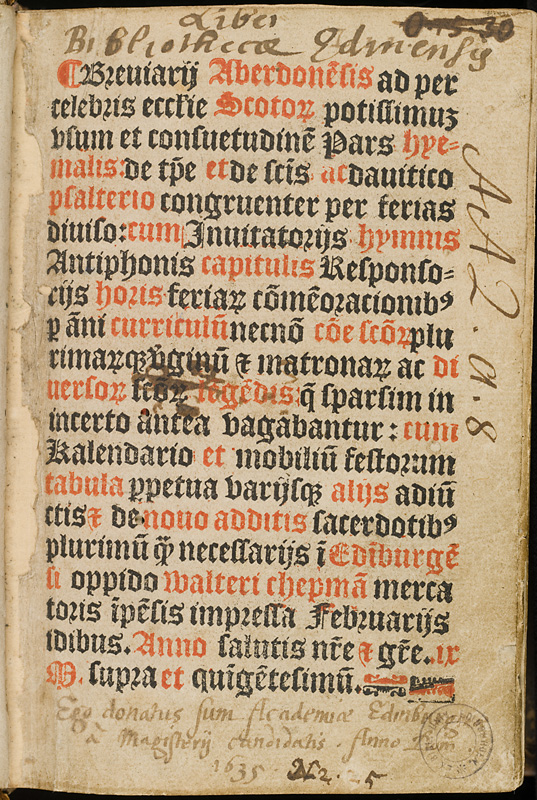
La prima pagina del breviario

Il breviario di Aberdeen (in latino: Brevarium Aberdonense) è un breviario cattolico scozzese, basato sulla liturgia del rito di Sarum.
Venne composto dal vescovo di Aberdeen William Elphinstone, che raccolse il materiale e ne scrisse anche personalmente una parte, soprattutto relativamente alle vite dei santi scozzesi. Tali agiografie sono considerate di grande interesse storico e sono state molto utilizzate da più tardi martirologisti scozzesi e dai bollandisti.
Con un mandato reale datato 15 settembre 1501, questo breviario venne istituito come breviario principale della Chiesa di Salisbury in Scozia, ma non ebbe il tempo di diventarlo davvero, dato che la Chiesa di Scozia venne smantellata nel 1560. Si tratta del primo libro stampato in Scozia, edito nel 1507 presso Chepman and Myllar Press, a Edimburgo (esistono ancora quattro copie della prima tiratura), e poi ristampato nel 1854.
Una peculiarità unica di questo breviario è che, nelle ricorrenze dei santi, tutte e nove le lezioni del Mattutino sono incentrate sulle loro vite.